# Донскова Уляна В'ячеславівна
Уляна В'ячеславівна Донскова (рос. Ульяна Вячеславовна Донскова, 24 серпня 1992) — російська гімнастка, олімпійська чемпіонка.
Народилась у Кам'янськ-Шахтинському.

## Виступи на Олімпіадах
| Олімпіада   | Дисципліна | Місце |
| ----------- | ---------- | ----- |
| Лондон 2012 | групові    | 1     |